# Veles
Veles este un oraș situat în partea centrală a Macedoniei, pe cursul superior al râului Vardar. Centru administrativ.

## Nume
Orașul își capătă denumirea actuală după Războaiele Balcanice, înainte de acestea era un orășel (Kaza) cu numele de Köprülü și aparținea administrativ de sangeacul Uskub. 
Numele antic al orașului a fost grecescul Βελισσός (Velissos); după cel de-Al Doilea Război Mondial, numelui localității i se adaugă particula Titov, în onoarea președintelui Josip Broz Tito. După ce Republica Macedonia devine stat independent, Titov Veles, capătă denumirea de astăzi.

## Orașe înfrățite
Veles este înfrățit cu orașele Pula (printr-un document de prietenie și cooperare culturală din 2002) și Slobozia.